# برخورد تایتان‌ها (فیلم ۲۰۱۰)
نبرد تایتان‌ها (به انگلیسی: Clash of the Titans) یا نبرد تیتان‌ها فیلمی افسانه‌ای حماسی و ماجراجویی محصول سال ۲۰۱۰ و به کارگردانی لویس لتریر است که به عنوان نسخه بازسازی شده فیلمی به همین نام در سال ۱۹۸۱ محسوب می‌شود. داستان فیلم برگرفته از اساطیر یونانی و پرسئوس است. از بازیگران فیلم می‌توان به سم ورثینگتون، جما آرترتون، الکسا داوالس، مدس میکلسن، رالف فاینس و لیام نیسون اشاره کرد. دنباله‌ای برای این فیلم با عنوان خشم تایتان‌ها در سال ۲۰۱۲ به نمایش درآمد.

## داستان
تایتان‌ها نژادی از خدایان هستند که بر انسان‌ها حکومت می‌کنند. آن‌ها دارای سه فرزند به نام‌های زئوس، پوزئیدون و هادس هستند که می‌خواهند خودشان قدرت را بدست بگیرند. زئوس از هادس می‌خواهد که موجودی قدرتمند بسازد تا با آن تایتان‌ها را نابود کنند. بعد از سقوط تایتان‌ها، زئوس فرمانروای آسمان و پوزئیدون فرمانروای دریا می‌شود؛ ولی زئوس، هادس را فریب می‌دهد و او را به دنیای مردگان می‌فرستد تا در آنجا عذاب بکشد.
هزاران سال می‌گذرد تا اینکه انسان‌ها از خدایان ناراضی می‌شوند و جنگ میان انسان‌ها و خدایان شروع می‌شود. پادشاه آکریسیوس، المپیوس معبد خدایان را محاصره می‌کند. زئوس که به انسان‌ها علاقه دارد در غیاب آکریسیوس به سراغ همسر او رفته و خود را به شکل آکریسیوس درآورده و با او می‌خوابد و آن زن از او حامله می‌شود. هنگامیکه آکریسیوس موضوع را می‌فهمد تصمیم می‌گیرد آن زن را همراه با کودک درون شکمش بکشد و آن‌ها را به دریا پرت می‌کند. اما آن بچه که نامش پرسئوس و یک‌نیمه-ایزد است زنده می‌ماند و یک ماهیگیر او را پیدا کرده و بزرگش می‌کند. در این هنگام هادس نیز از دنیای مردگان بازمی‌گردد و می‌خواهد کراکن (موجودی که با آن تایتان‌ها را شکست داد) را آزاد کند تا از زئوس انتقام بگیرد و پرسئوس تنها ناجی انسان‌ها می‌باشد…

## دنبالهٔ فیلم
نوشتار اصلی: خشم تایتان‌ها
کمپانی برادران وارنر اعلام کرد که نسخه دوم این فیلم در ۳۰ مارس سال ۲۰۱۲ اکران خواهد شد و داستان آن مربوط به جنگ تایتان‌های شکست خورده با فرزندانشان می‌باشد. کمپانی برادران وارنر سری دوم برخورد تایتان‌ها را با عنوان خشم تایتان‌ها اکران نمود.